# 101tv Málaga
101tv Málaga es un medio de comunicación de masas, un canal de televisión en abierto donde se muestra información actual y de interés para toda la población que se encuentre en la provincia de Málaga. Este medio de comunicación ofrece información relacionada con los municipios de Antequera, Axarquía, Marbella, Estepona, Costa del Sol, aquellas ciudades cercanas al río Guadalhorce y Ronda.  

## Reseña
101tv Málaga muestra el tiempo meteorológico que hace en la provincia de Málaga. 
Este canal televisivo visualiza contenido en directo o a la carta, donde se puede elegir o seleccionar diversos programas, así como observar la programación establecida en tv Málaga o en tv Antequera. Muestra información relevante sobre Andalucía, España y las noticias a nivel internacional.
Actualmente, consta de una página web que ofrece información actualizada de la provincia, eventos como el Carnaval o Fitur 2022, así como los resultados de los sorteos de lotería que se celebran en España. Ofrece información independiente de todos los municipios que forman la provincia de Málaga. Consta de un apartado donde se informa de deportes.
La Semana Santa queda reflejada en este canal.
101tv Málaga ofrece un apartado dedicado al motor, es decir, al automovilismo, donde se puede presenciar diversas marcas.
Existe un apartado dedicado a los estudiantes de grados y másteres, donde se presenta un periódico universitario con diversas noticias en relación con los estudios. Dicho periódico es a nivel de la Comunidad Autónoma y se puede encontrar diversos apartados como deportes, información sobre becas, emprendimiento o formación, entre otros. 

## Contenido a la carta
| Todos los programas 101tv Málaga | Todos los programas 101tv Antequera | Todos los programas 101tv Axarquía Almijara                                                                                        |
| - Eventos TV. - Deportes TV. - Informativo Málaga TV. - Zona Verde TV. - Área Malaguista TV. - Guion TV. - Llegó la hora TV. - Flash Motor. - ¡Holi! TV. - Carnaval tv. - La Semana Málaga TV. - La Alameda TV. - Entrevistas TV. | - N101 Antequera (noticias). - Antequera suda. El deporte de Antequera. - KMO TV. - La Semana Santa Antequera. - La Semana Antequera TV. - A fondo Antequera TV. - Pleno Antequera TV. | - Informativo Axarquía TV. - El Tanteo TV. - El Horquillero TV. - A Fondo Axarquía TV. - La Semana Axarquía TV. - Pleno Torrox TV. |

## Frecuencias
El canal esta disponible en la siguientes demarcaciones de televisión local:
| Demarcación  | Red    | Canal | Frecuencia |
| ------------ | ------ | ----- | ---------- |
| Málaga       | TL05MA | 23    | 490 MHz    |
| Antequera    | TL02MA | 31    | 554 MHz    |
| Marbella     | TL06MA | 37    | 602 MHz    |
| Estepona     | TL03MA | 40    | 626 MHz    |
| Vélez-Málaga | TL09MA | 40    | 626 MHz    |
| Nerja        | TL07MA | 46    | 674 MHz    |